# Колонь
Коло́нь (фр. Cologne) — коммуна во Франции, находится в регионе Юг — Пиренеи. Департамент — Жер. Административный центр кантона Колонь. Округ коммуны — Ош.
Код INSEE коммуны — 32106.

## География

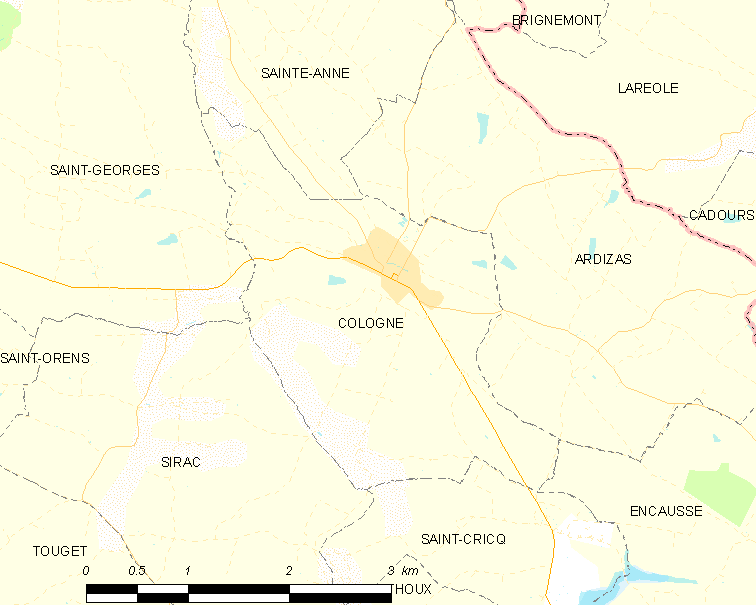
Карта коммуны

Коммуна расположена приблизительно в 580 км к югу от Парижа, в 40 км западнее Тулузы, в 33 км к востоку от Оша.
На западе коммуны протекает река Саррампьон.

## Климат
Климат умеренно-океанический. Лето жаркое и немного дождливое, температура часто превышает 35 °С. Зимой часто бывает отрицательная температура и ночные заморозки. Годовое количество осадков — 700—900 мм.

## Население
Население коммуны на 2010 год составляло 850 человек.
| 1962 | 1968 | 1975 | 1982 | 1990 | 1999 | 2010 |
| ---- | ---- | ---- | ---- | ---- | ---- | ---- |
| 456  | 407  | 510  | 515  | 519  | 516  | 850  |

## Администрация
| Период | Период | Фамилия     | Партия                    | Примечания |
| ------ | ------ | ----------- | ------------------------- | ---------- |
| 2001   | 2011   | Макс Лабори | Союз за народное движение |            |
| 2011   | 2014   | Ги Дюрто    |                           |            |
| 2014   | 2020   | Андре Туж   |                           |            |

## Экономика
В 2010 году среди 468 человек трудоспособного возраста (15-64 лет) 358 были экономически активными, 110 — неактивными (показатель активности — 76,5 %, в 1999 году было 69,7 %). Из 358 активных жителей работали 326 человек (167 мужчин и 159 женщин), безработных было 32 (13 мужчин и 19 женщин). Среди 110 неактивных 40 человек были учениками или студентами, 40 — пенсионерами, 30 были неактивными по другим причинам.

## Достопримечательности
- Церковь Успения Божьей Матери (XIV век)
- Дом священника. Исторический памятник с 1944 года[4]
- Крытый рынок (XIII век). Исторический памятник с 1944 года[5]

## Фотогалерея

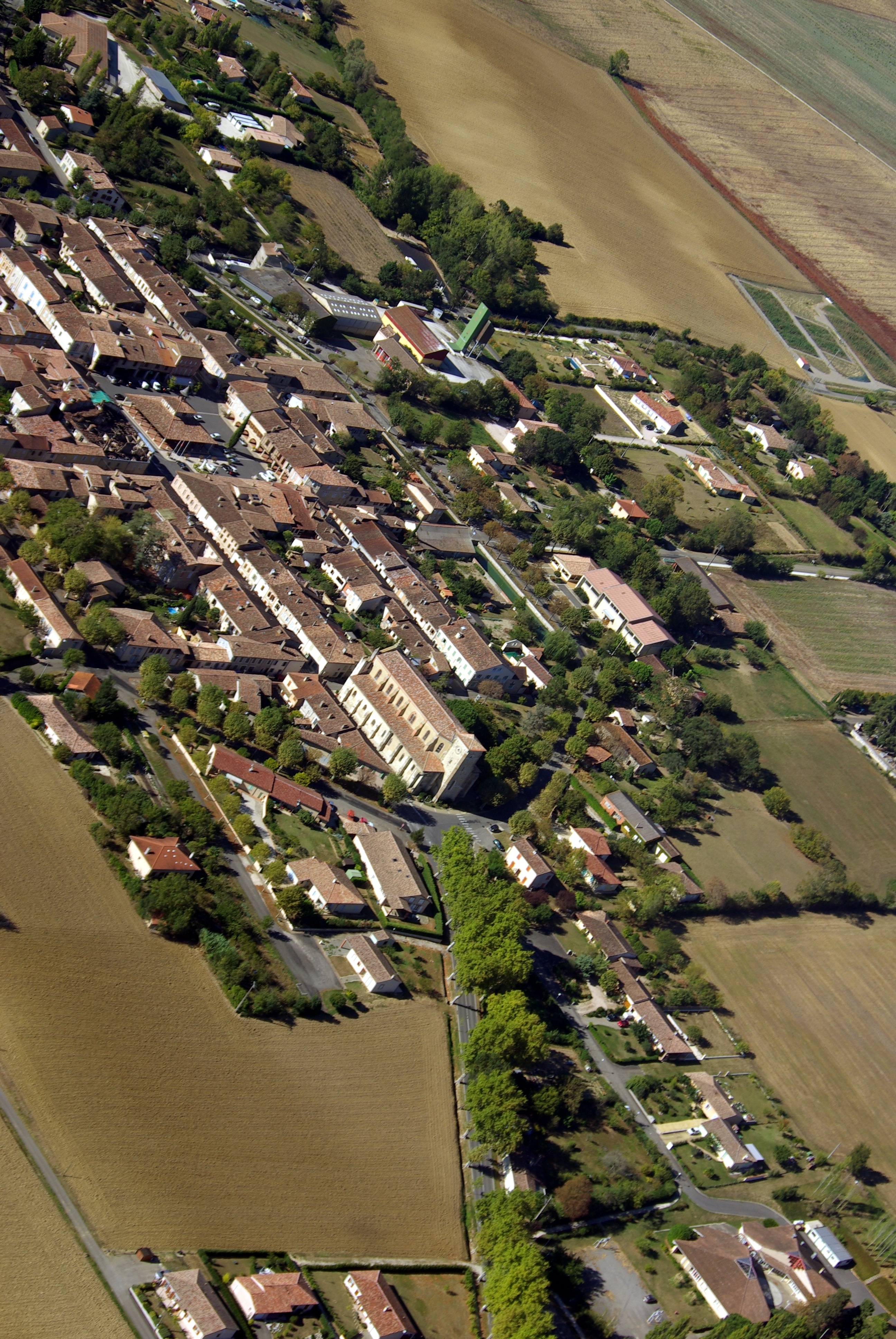
Колонь
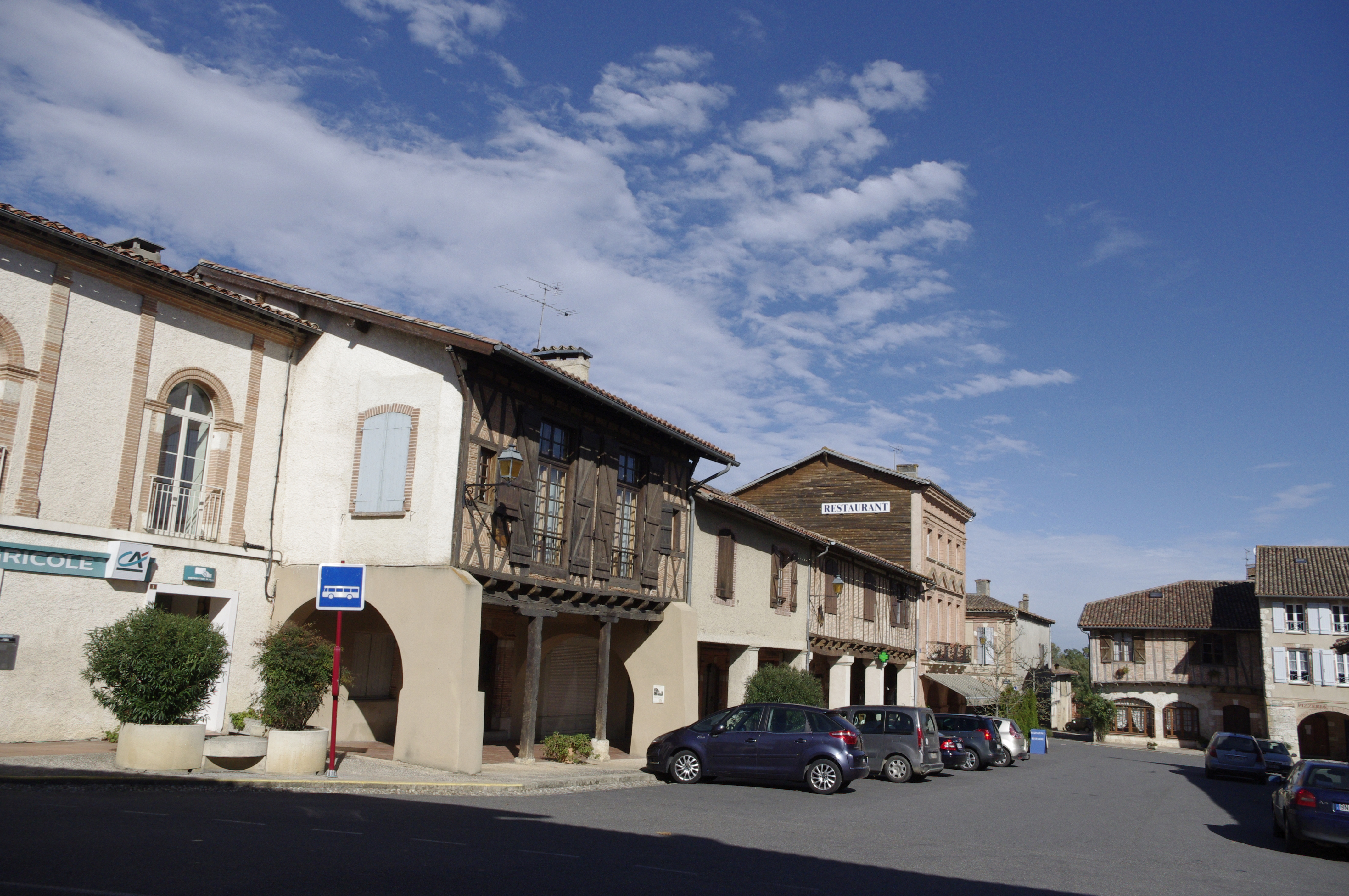
Колонь
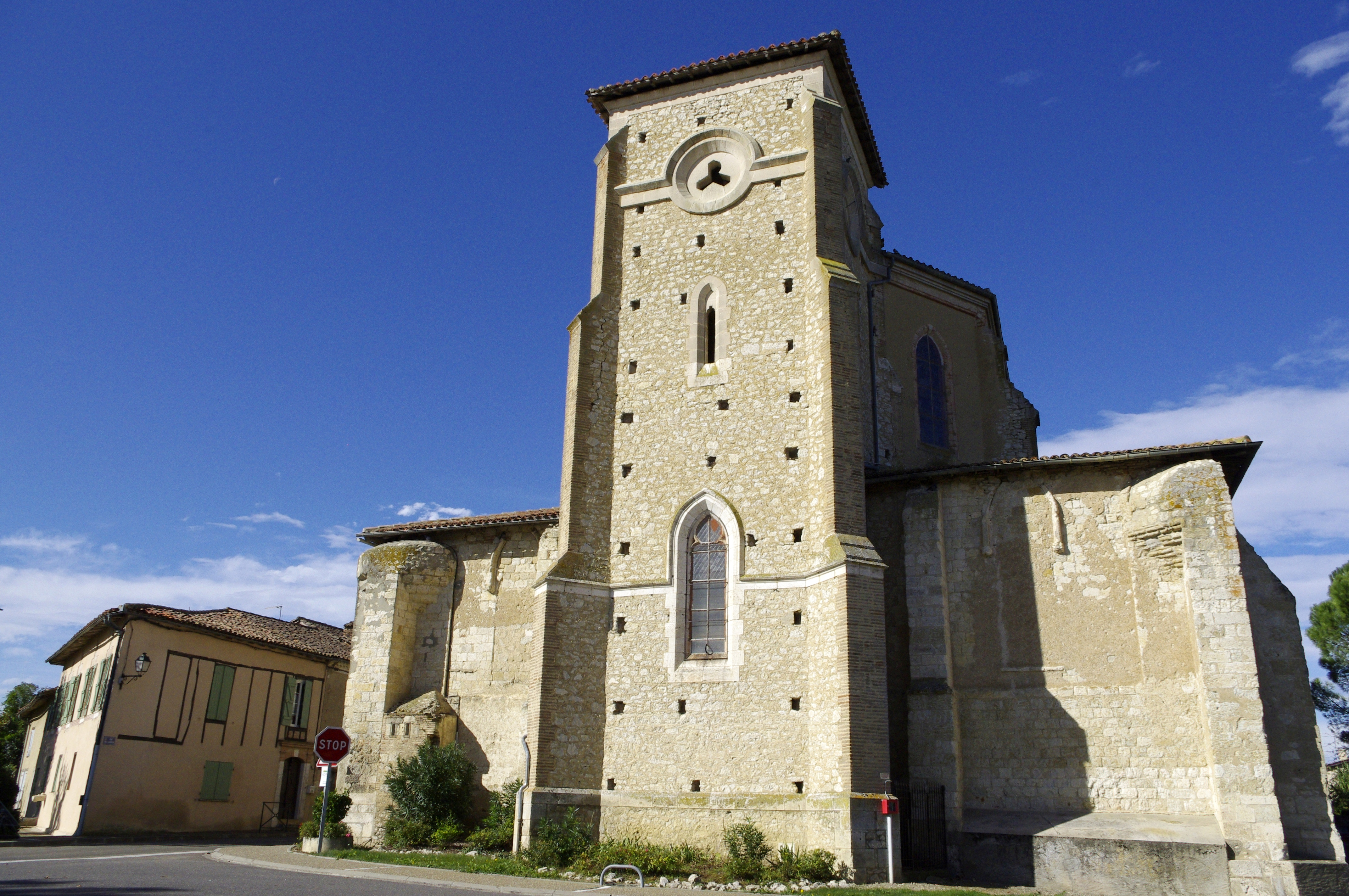
Церковь Успения Божьей Матери
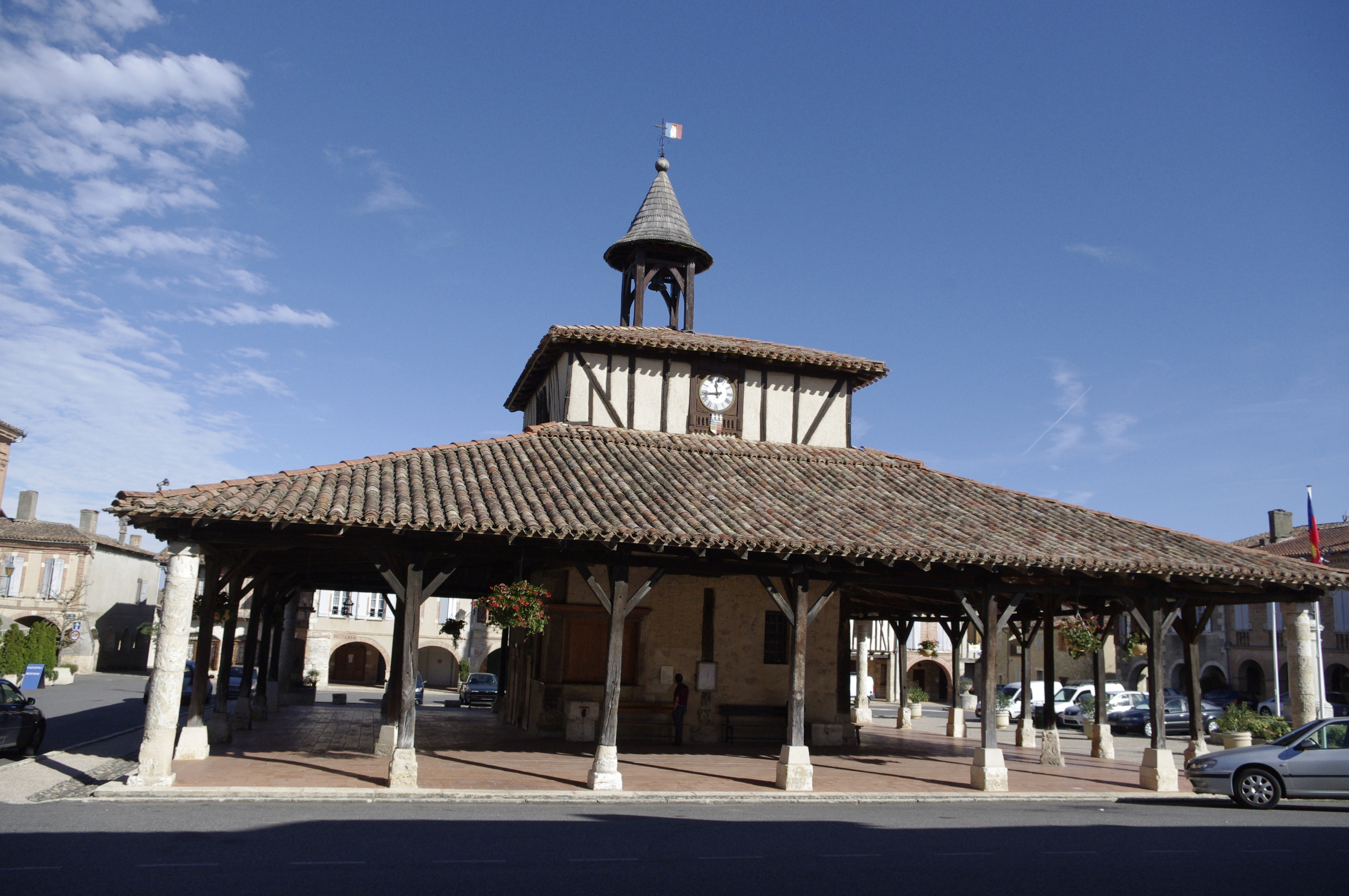
Крытый рынок
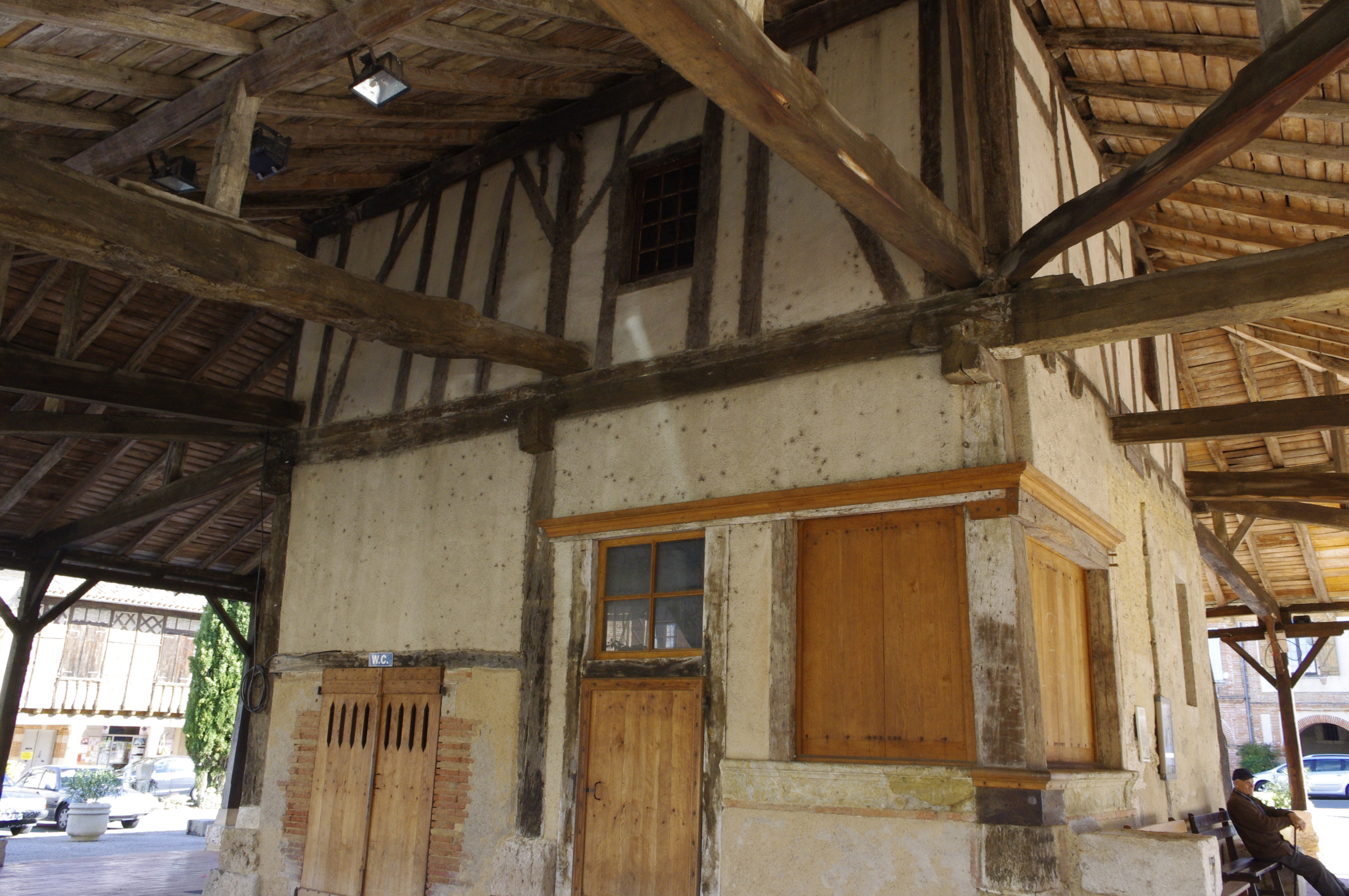
Крытый рынок
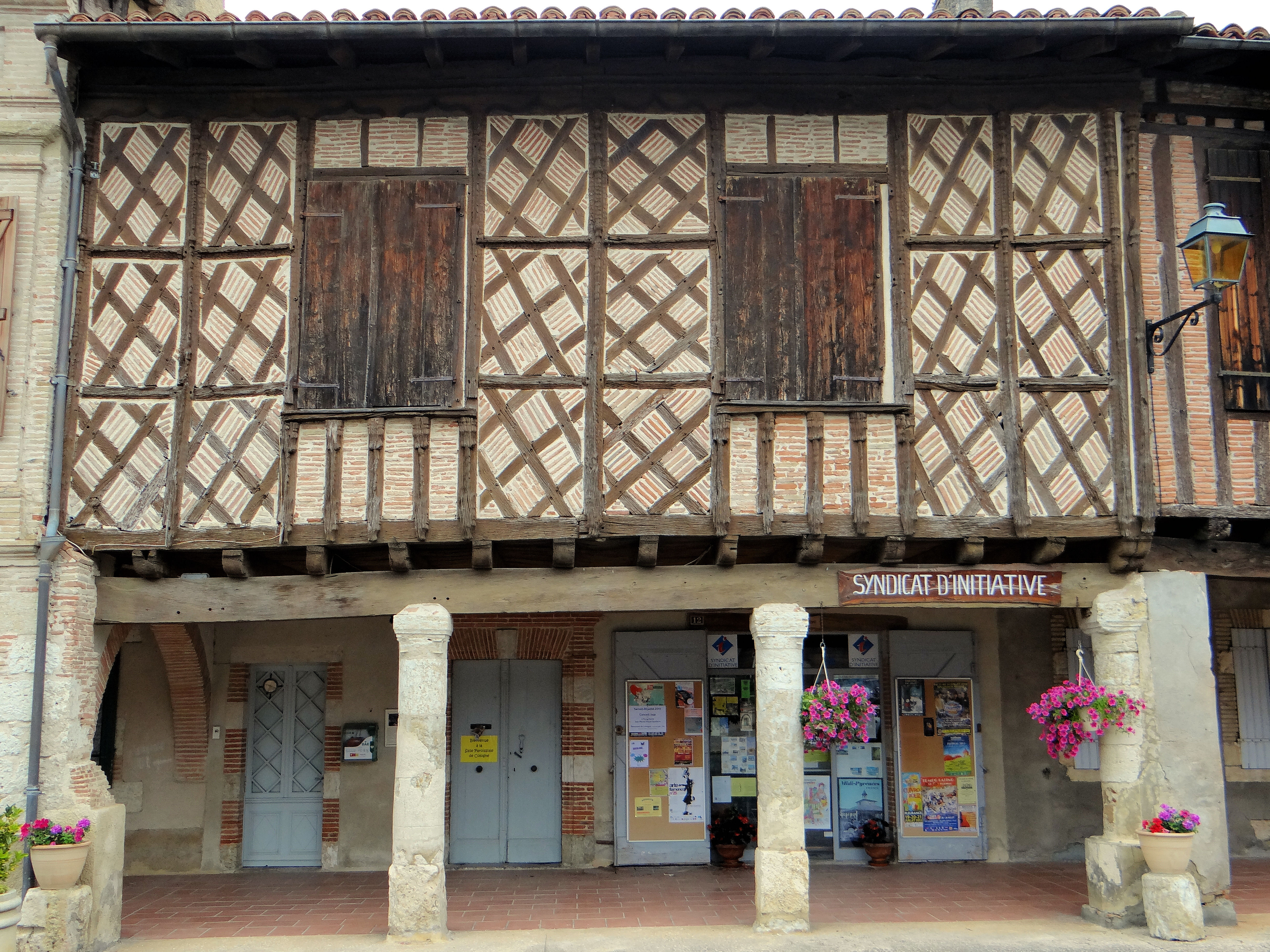
Туристический офис